# 2024년 하계 올림픽 벨리즈 선수단
2024년 하계 올림픽 벨리즈 선수단은 2024년 7월 26일부터 8월 11일까지 프랑스 파리에서 열린 2024년 하계 올림픽에 참가한 올림픽 벨리즈 선수단이다. 
이전에는 영국령 온두라스라는 국호로 초창기 올림픽에 2회(1968년 멕시코시티, 1972년 뮌헨) 참가했으며 이번 올림픽은 벨리즈라는 국호로 참가하는 14번째 올림픽 출전이다. 또한 벨리즈는 1980년 하계 올림픽 미국 주도의 보이콧에 동참했다.

## 출전 선수
| 종목 | 남자 | 여자 | 전체 |
| ---- | ---- | ---- | ---- |
| 육상 | 1    | 0    | 1    |
| 전체 | 1    | 0    | 1    |

## 메달 집계
| 종목 | 1 | 2 | 3 | 합계 |
| 종목 | ' | ' | ' | '    |
| 종목 | ' | ' | ' | '    |
| 종목 | ' | ' | ' | '    |
| 합계 | ' | ' | ' | '    |

## 종목별 성적

### 육상
남자
- 숀 길

## 같이 보기
- 2024년 하계 올림픽